# Электрический звонок

Принцип действия электрического звонка постоянного тока

Электрический звонок (англ. Electric bell) — электромеханическое устройство, производящее звук от удара молоточка по колоколу (чаше). Повторяющееся колебание молоточков обеспечивается электромагнитом. Широко применяется в повседневной жизни, являясь сигналом к каким-либо действиям или происходящим событиям. Чаще всего управляется кнопкой. Классические примеры применения — в качестве дверного и школьного, а также в охранной и пожарной сигнализации в качестве звукового оповещателя. 
Первые электрические звонки появились вскоре за изобретением в 1823 году англичанином Уильямом Стёрдженом электромагнитов. Вибрирующий молоточек был придуман Иоганном Вагнером (англ. Johann Philipp Wagner) в 1839 году и Кристианом Ниффом (англ. Christian Ernst Neeff) в 1847 году, а Джон Миранд (англ. John Mirand) добавил колокол, что определило стандартный вид звонка.
Звонок постоянного тока имеет прерыватель (обозначен буквой "Т" на анимированной картинке) в виде двух контактов - один расположен на якоре А, а другой - имеет вид поворотного винта. Звонок, работающий от переменного тока, в таком узле не нуждается, ведь в магнитопроводе наводится переменное магнитное поле, якорь при этом подмагничен, как у поляризованного реле. 

Виды звонков
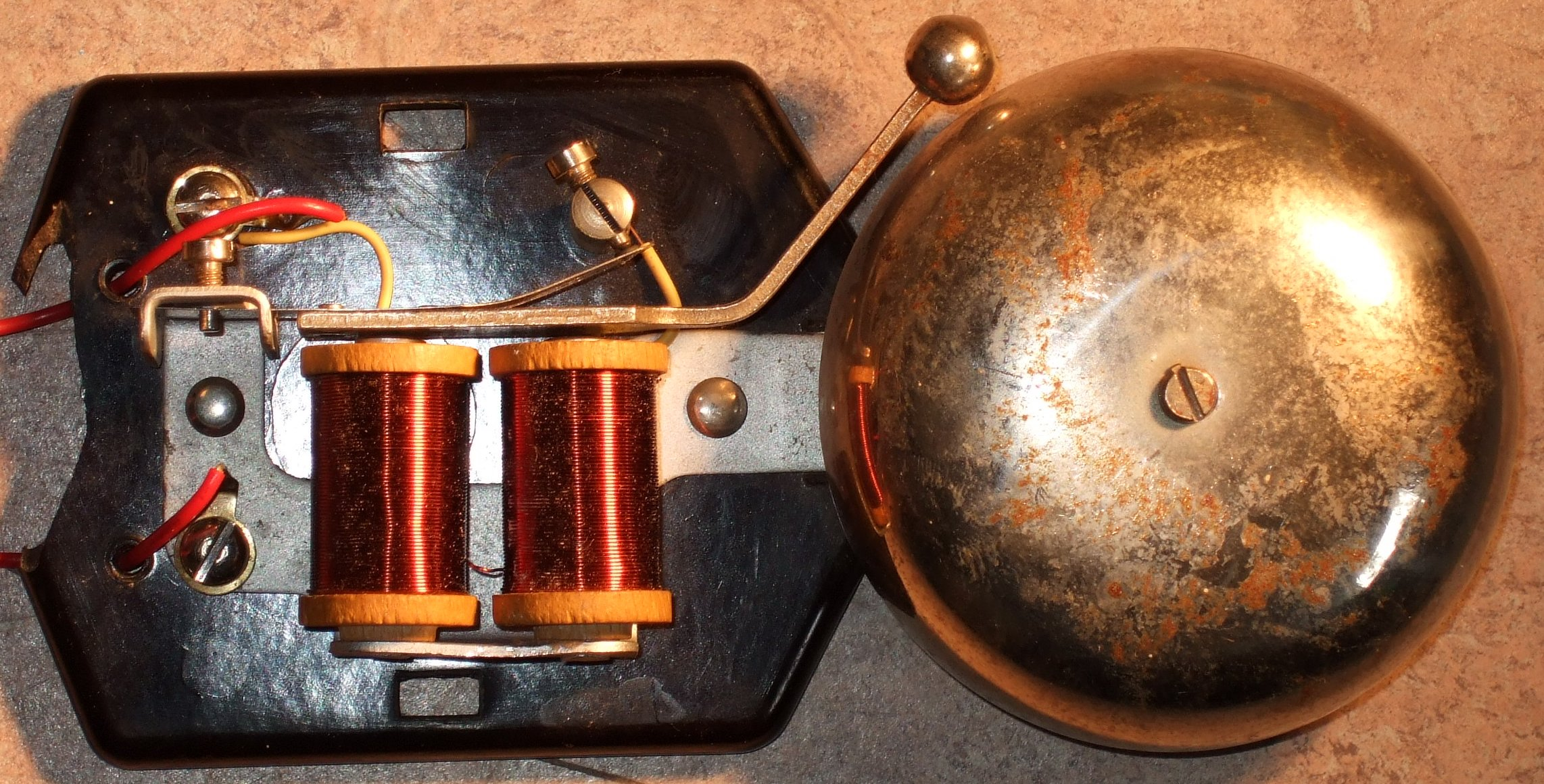
Устройство домашнего звонка, работающего от постоянного тока
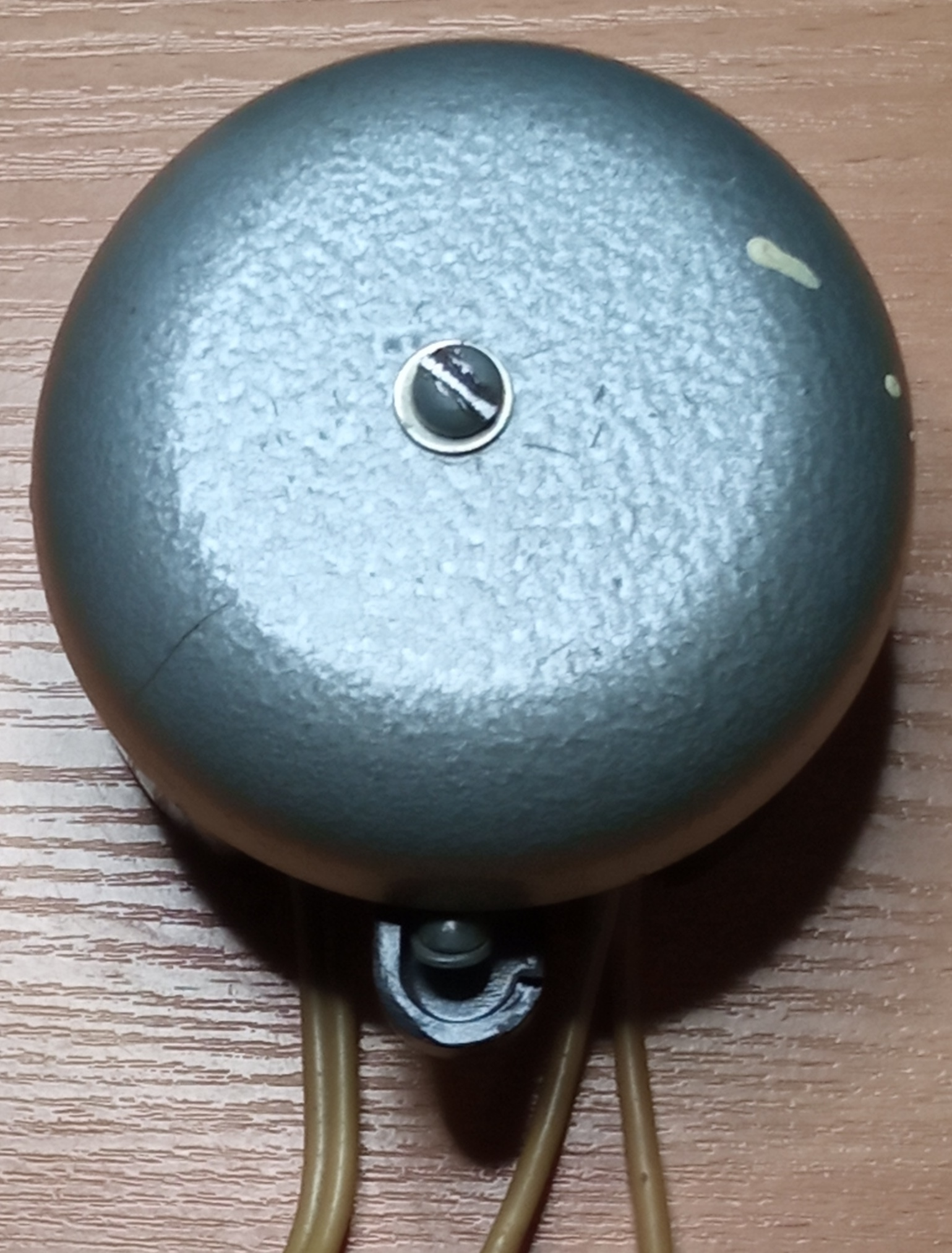
Классический советский электрический звонок, работающий на переменном токе
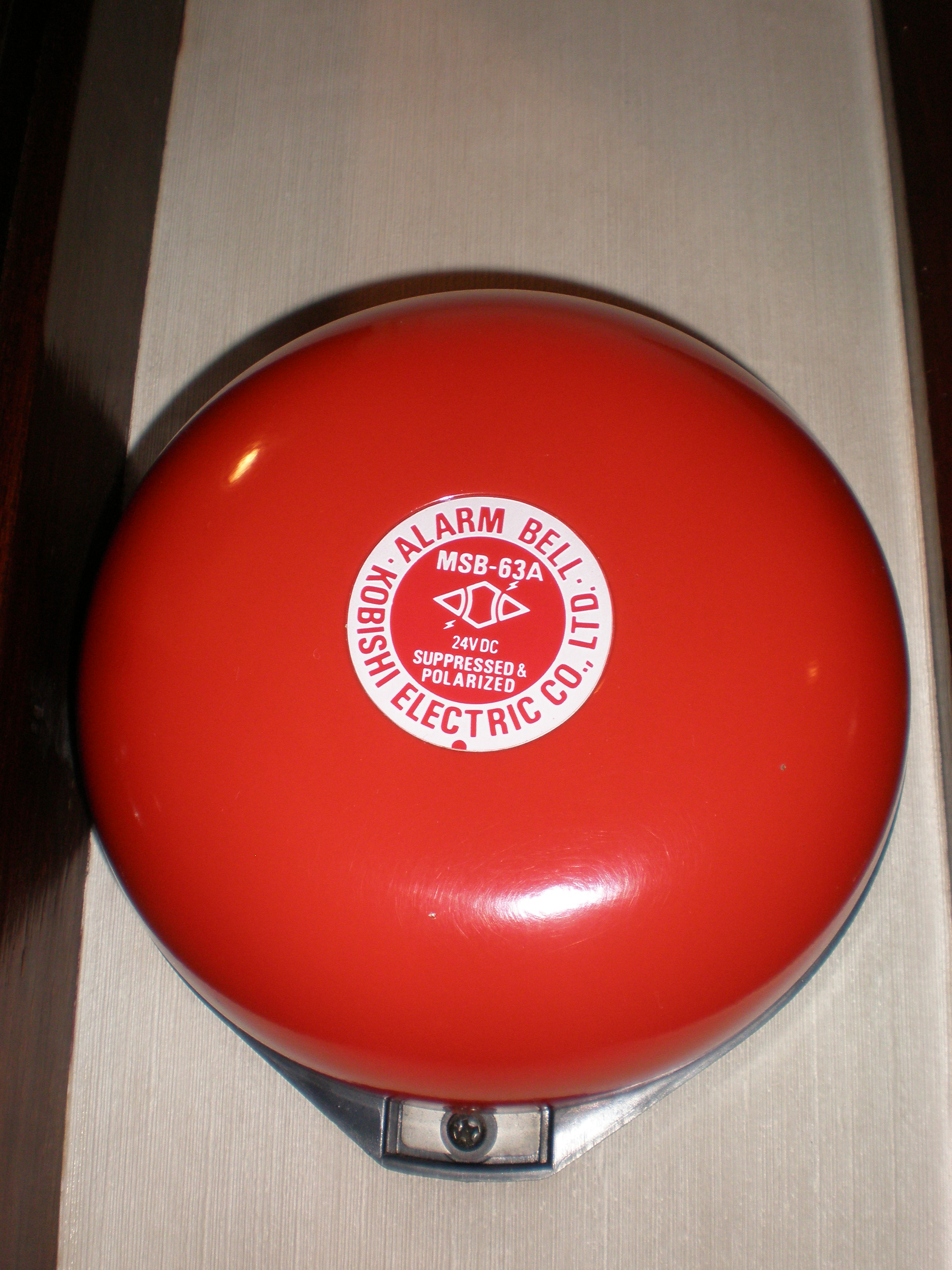
Звонок пожарной сигнализации
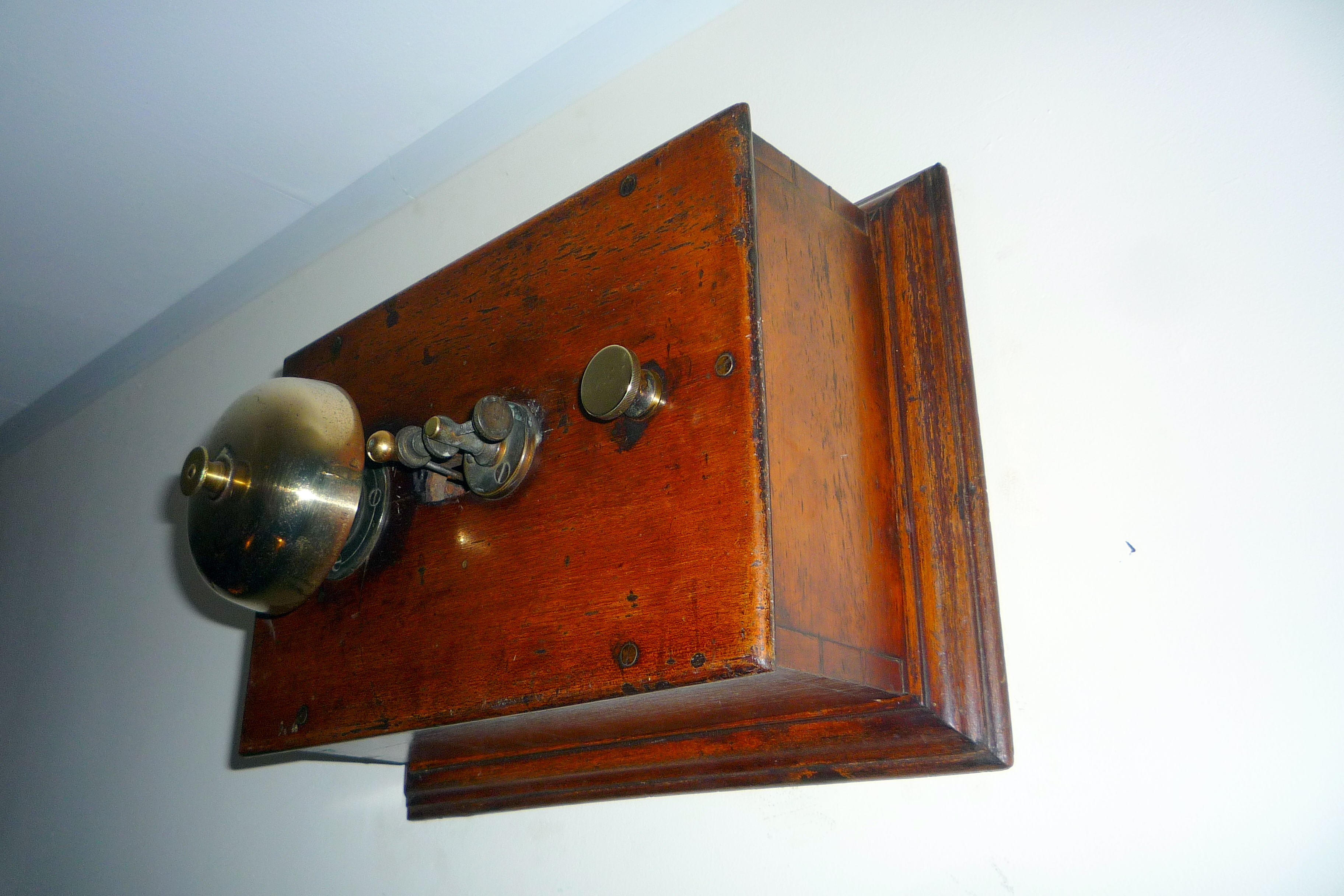
Звонок железнодорожной сигнализации

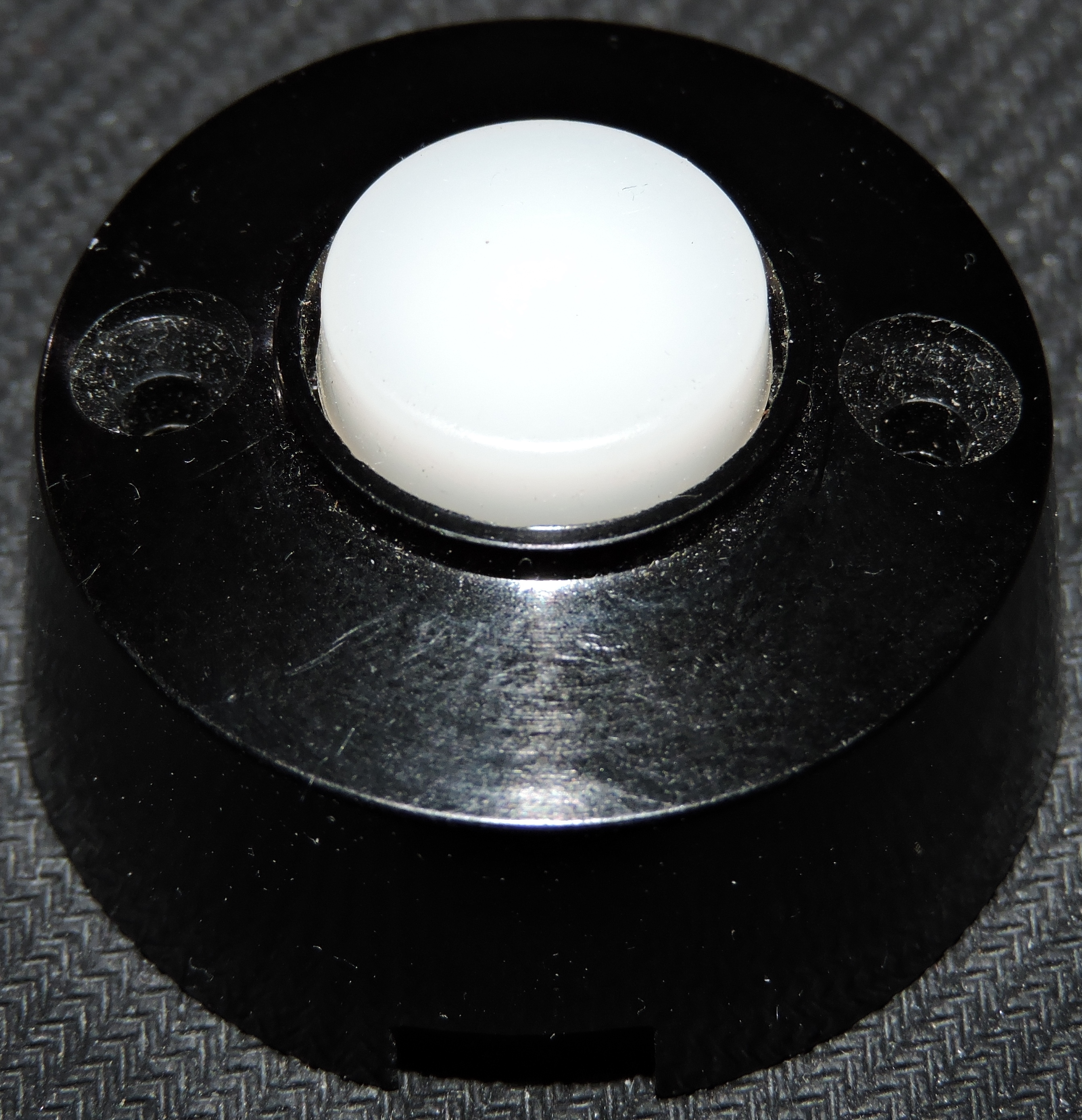
Кнопка — неотъемлемый атрибут звонка